# Susan Batson
Susan Arlene Batson (Boston, 27 de febrero de 1943) es una actriz, coach, escritora y productora estadounidense miembro del Actors Studio. De entre otros actores, ha sido coach de Nicole Kidman o Juliette Binoche.

## Biografía
Su madre Ruth Batson (née Watson), era militante por los derechos civiles.
Se diplomó en el Emerson College. Estudió con Harold Clurman, Uta Hagen, Herbert Berghof y Lee Strasberg. 
En 1971, ganó uno de los Premios Obie.
En Broadway, ha actuado en George M !  (1968) o The Leaf People (1975); en 2006 produjo la obra teatral llevada luego al cine Un lunar en el sol.

## Filmografía
- 1969 : Gidget Grows Up (TV) : Diana
- 1970 : WUSA de Stuart Rosenberg : Teenaged Girl
- 1977 : The Incredible Hulk (TV) : Mrs. Maier
- 1977 : La patrulla de los inmorales (The Choirboys) : Sabrina
- 1978 : House Calls : Shirley
- 1978 : A Question of Love (TV)
- 1978 : Outside Chance (TV) : Mavis
- 1982 : Love Child : Brenda
- 1985 : Stone Pillow (TV) : Ruby
- 1993 : Quand Fred rit
- 1996 : Girl 6 : Acting Coach
- 1996 : Get on the Bus : Dr. Cook
- 1999 : Summer of Sam : Bed Stuy Woman Interviewed
- 2000 : The Very Black Show (Bamboozled) : Orchid Dothan
- 2001 : Barnone, productora
- 2005 : Everyone's Depressed : Annette